# Naturräumliche Gliederung des Schwarzwaldes

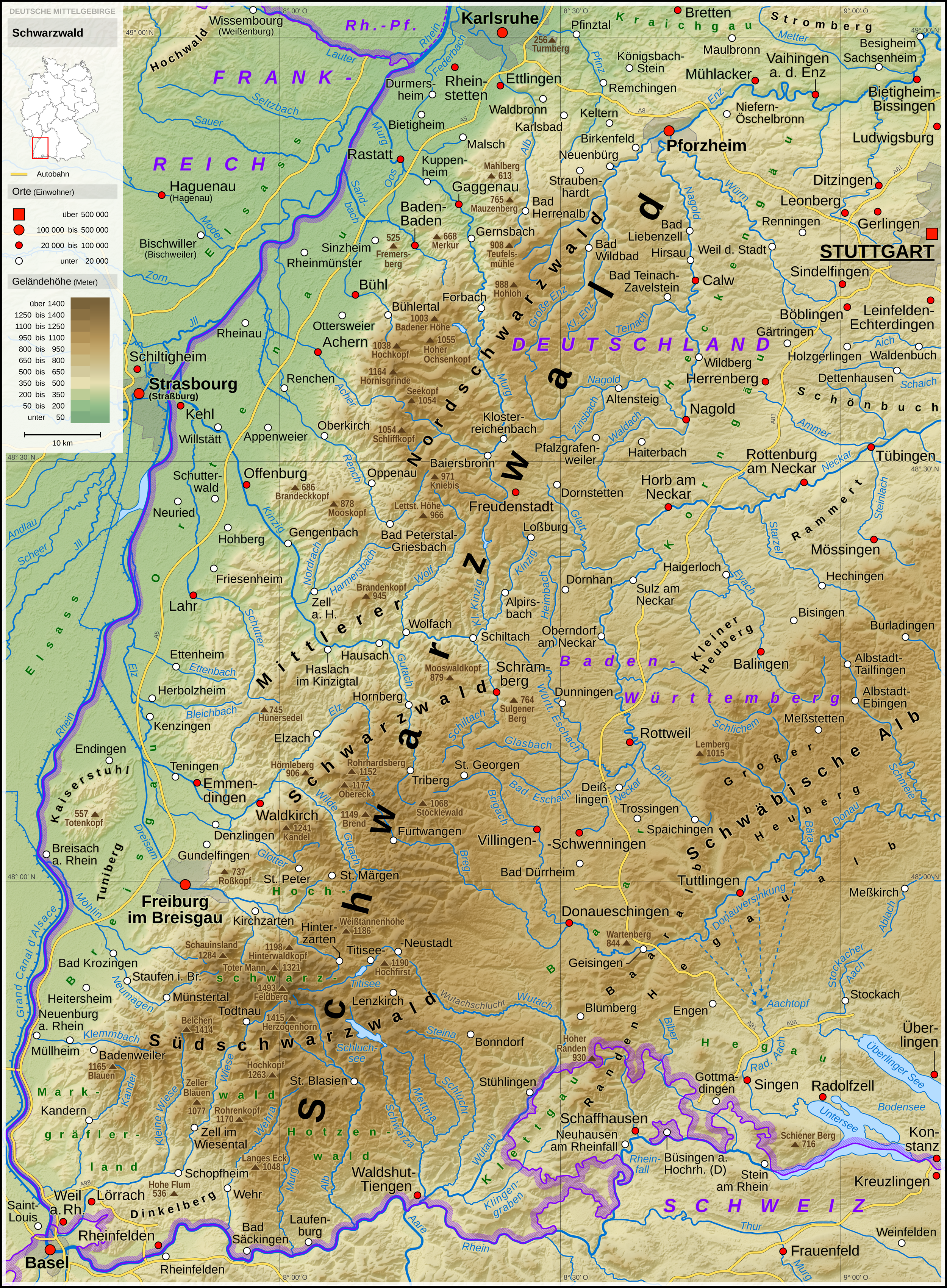
Schwarzwald

Der Schwarzwald wird naturräumlich als eine deutsche Großregion 3. Ordnung angesehen und dem Südwestdeutschen Stufenland zugerechnet, in dem er neben der Großregion Odenwald, Spessart und Südrhön das Grundgebirge und die Schichtstufe des Buntsandsteins repräsentiert. Nach Einteilung im Handbuch der naturräumlichen Gliederung Deutschlands und seiner Nachfolgepublikationen in der ehemaligen Bundesanstalt für Landeskunde, die auch vom Baden-Württembergischen Landesamt (LUBW) verwendet wird, trägt er die Kennziffer 15; das Bundesamt für Naturschutz (BfN) führt ihn in einer internen Umnummerierung unter D54.
Je nach Interpretation gliedert sich der Schwarzwald in 6 bis 10 sogenannte Haupteinheiten (dreistellig bzw. dreistellig nebst tiefergestellter Ziffer), die sich mehr oder weniger den landläufigen Teillandschaften Nordschwarzwald, Mittlerer Schwarzwald und Südschwarzwald zurechnen lassen.

## Entstehungsgeschichte
Die naturräumlichen Gliederungen des Schwarzwaldes der ehemaligen Bundesanstalt für Landeskunde entstanden ab dem Jahr 1947. Die Kerngliederung erschien 1955 in der 2. Lieferung des Handbuchs der naturräumlichen Gliederung Deutschlands nebst einer Karte 1:1.000.000 im Jahr 1954, die im Jahr 1960 noch einmal überarbeitet wurde. Verfasser der Schwarzwald-Abschnitte war Friedrich Huttenlocher, der bereits die 1949 erschienene, erste Version des Einzelblattes 1:200.000 Stuttgart mit dem nordöstlichen Schwarzwald verfasst hatte. Hierbei handelte es sich um die erste Ausgabe eines Buches dieser in der Hauptsache erst ab 1959 erschienenen Reihe überhaupt, die damals kaum über eine Kartierung hinausgegangen war.

### Gliederung im Handbuch der naturräumlichen Gliederung Deutschlands
Huttenlocher gliederte den Schwarzwald in sechs Haupteinheiten, von denen alleine drei auf den Nordschwarzwald entfielen, der in das stark zertalte Grundgebirge im Westen (Einheit 152 Nördlicher Talschwarzwald) und zwei Abschnitte im Buntsandstein aufgeteilt wurde: den Höhenschwerpunkt im Zentrum (151 Grindenschwarzwald und Enzhöhen) und die flachwelligere (Nord-)Ostabdachung (150 Schwarzwald-Randplatten). Unter der Haupteinheit Mittlerer Schwarzwald (153) wurde nicht das gesamte sich südlich bis zur B 31 anschließende Gebiet zusammengefasst, sondern im Osten nur das zum Neckar entwässernde. Die Ostabdachung zu Brigach, Breg und Wutach sowie das Quellgebiet der Elz, des nach der Kinzig wichtigsten Flusses des Mittleren Schwarzwaldes, wurde als Südöstlicher Schwarzwald (154) zusammengefasst. Mit Hochschwarzwald (155) wurde schließlich der verbleibende, höhere Teil des Südschwarzwaldes bezeichnet. Seine östliche Grenzlinie ging vom Feldberggebiet aus nach Südosten bis unmittelbar südlich des Schluchsees und folgte dann der Schwarza nach Süden bis nördlich von Waldshut. In dieser Ausdehnung nahm die Einheit 155 insgesamt 1271,2 km² ein, während die östlich benachbarte Einheit 154 noch 958,3 km² maß.

### Nachfolgende Einzelblätter 1:200.000
1959 erschien Blatt Sigmaringen, wieder durch Huttenlocher, das vom Schwarzwald nur die Ostabdachung des Mittelteils enthält. Darin ist die Einheit 151 (Grindenschwarzwald), auf Kosten des Mittleren Schwarzwalds, um einige Kilometer nach Süden bis in den Bereich der Buntsandstein-Ausläufer um den Oberlauf der Kleinen Kinzig erweitert. Signifikante Änderungen kamen jedoch erst im Jahre 1964, als Günter Reichelt Blatt Freiburg und Alfred G. Benzing Blatt Konstanz herausbrachten. Damit war der Südschwarzwald komplett in feine Einheiten gegliedert, wobei auf Blatt Konstanz nur Randanteile des Mittelgebirges entfielen, in denen sich Benzing in der Hauptsache an Reichelt orientierte. Alle südlich der Bundesstraße 31 liegenden Teile von 154 wurden zur Einheit 155 eingemeindet, welche jedoch weiter in den Südlichen Hochflächenschwarzwald (1551) im Osten, den Südlichen Kammschwarzwald (1552) im Westen und das sehr kleine Weitenauer Bergland (1553) im äußersten Südwesten aufgespalten wurde, wodurch 155 zur Über-Haupteinheit heraufgestuft wurde. Nach diesem Stand ist der Südöstliche Schwarzwald, auf den Blättern Freiburg und Konstanz entsprechend Mittlere Schwarzwald-Ostabdachung genannt,  nur noch 558 km² groß, während der Hochschwarzwald auf 1592 km² angewachsen ist und eigentlich spätestens jetzt mit Südschwarzwald treffender beschrieben wäre. Blatt Freiburg verwendet auch die Bezeichnung Südlicher Schwarzwald (Hochschwarzwald).
1967 brachte Heinz Fischer schließlich Blatt Rastatt sowie, zusammen mit Hans-Jürgen Klink, Blatt Offenburg heraus, womit nunmehr auch der Westen des Schwarzwaldes komplett erfasst war; im selben Jahr überarbeitete Hansjörg Dongus Blatt Stuttgart des inzwischen verrenteten Huttenlocher erheblich, was in erster Linie hieß, dass es längere Textteile zu den Einheiten gab. Auch die Einheit 153 wurde, Blatt Offenburg, aufgespalten, und zwar in den Ostrand des Mittleren Schwarzwald(e)s (1531) und den Mittleren Talschwarzwald (1532). Aus den sechs Haupteinheiten waren somit neun geworden, wobei aber beispielsweise Wolf-Dieter Sick, selber Mitarbeiter der Bundesanstalt für Landeskunde und insbesondere für das nicht schwarzwaldrelevante Blatt Rothenburg (1962) verantwortlich, im Jahr 1981 den Schwarzwald mit Referenz auf die Arbeiten seiner Kollegen in nur acht aufteilte und das Weitenauer Bergland als Teil des Südlichen Kammschwarzwaldes interpretierte. Die Einheit 154 nannte Sick Südostabdachung des Mittleren Schwarzwaldes.

### Änderungen nach LUBW
In den 1990er-Jahren erstellte die Landesanstalt für Umweltschutz (LfU), heute: Landesanstalt für Umwelt Baden-Württemberg (LUBW) eine naturräumliche Gliederung für Baden-Württemberg zur Fortschreibung des Landschaftsprogramms. Diese Gliederung dient beispielsweise zur Darstellung der ökologischen Grundlagen des Landes in Naturraumsteckbriefen oder zur naturräumlichen Zuordnung von Schutzgebieten und ist in den online abrufbaren Daten- und Kartendienst der LUBW integriert. Ausgangspunkt waren die Arbeiten der Bundesanstalt für Landeskunde mit ihren an Rändern zu Nachbarblättern zum Teil divergenten Grenzziehungen. Die Neugliederung ignorierte die Sub-Unterteilungen der Einheiten 153 und 155 und beschränkte sich auf die sechs Einheiten 150 bis 155, wobei sie die ursprünglichen Namensgebungen des Handbuchs benutzte, jedoch den Zuschnitt weitgehend an die später erschienenen Einzelblätter anpasste. Eine fundamentale Umgliederung fand jedoch statt:
Der südlich der Elz gelegene Teil der Einheit 1532 (größtenteils Blatt Offenburg) wurde der Einheit 155 Hochschwarzwald zugeschlagen, wodurch diese auf 1990 km² angewuchs. Namentlich mag das auch dadurch indiziert erschienen sein, als der Kandel immerhin über 1240 m erreicht. Andererseits entsprach die Einheit 155 auch zuvor schon nicht ausschließlich dem, was der Besucher sich unter „Hoch“-Schwarzwald vorstellt, da die Einheit ja bis an die Ränder des Mittelgebirges reicht und auch Hügelländer von nur 500 m Höhe enthält.
| Nr. | Naturraum                       | Fläche in km² | Einw.   | EW/km² | Siedlungs- fläche in % | Offenland in % | Wald in % | Wasser in % | Verdich- tungs- raum in % | Sonstige Räume in % | Ober- zentren          | Mittel- zentren                                |
| --- | ------------------------------- | ------------- | ------- | ------ | ---------------------- | -------------- | --------- | ----------- | ------------------------- | ------------------- | ---------------------- | ---------------------------------------------- |
| 150 | Schwarzwald-Randplatten         | 0930          | 268.000 | 289    | 7,69                   | 29,33          | 62,92     | 0,05        | 14                        | 086                 | Pforzheim              | Calw, Freudenstadt                             |
| 151 | Grindenschwarzwald und Enzhöhen | 0699          | 060.000 | 086    | 1,92                   | 06,39          | 91,51     | 0,18        | 0                         | 100                 |                        |                                                |
| 152 | Nördlicher Talschwarzwald       | 0562          | 107.000 | 190    | 4,12                   | 19,48          | 76,41     | 0           | 0                         | 100                 |                        | Baden-Baden, Gaggenau/Gernsbach                |
| 153 | Mittlerer Schwarzwald           | 1422          | 188.000 | 133    | 3,35                   | 30,25          | 66,39     | 0           | 02                        | 098                 |                        | Haslach/Hausach/Wolfach, Waldkirch, Schramberg |
| 154 | Südöstlicher Schwarzwald        | 0558          | 062.000 | 112    | 3,03                   | 32,44          | 64,49     | 0,04        | 0                         | 100                 | Villingen-Schwenningen |                                                |
| 155 | Hochschwarzwald                 | 1990          | 213.000 | 107    | 2,44                   | 26,93          | 70,31     | 0,31        | 05                        | 095                 |                        | Schopfheim, Titisee-Neustadt                   |

## Grobe Gliederung
Folgende Naturräume, nachfolgend in Nord-Süd-Richtung den drei Hauptlandschaften des Schwarzwaldes untergeordnet, sind ausgewiesen:
- 15 (=D54)[22] Schwarzwald
  - 150–152  Nordschwarzwald
    - 150 Schwarzwald-Randplatten (930 km²)[18]
    - 151 Grindenschwarzwald und Enzhöhen (699 km²)[19]
      - 151.0 Grindenschwarzwald
      - 151.1 Enzhöhen

    - 152 Nördlicher Talschwarzwald (562 km²)[20]

  - 153–154 Mittlerer Schwarzwald
    - 1531–1532 (Nordteil) Nördlicher Mittlerer Schwarzwald (1422 km²)[21]
      - 1531Ostrand des Mittleren Schwarzwaldes[23]
      - 1532 (Nordteil) Mittlerer Talschwarzwald[24]

    - 1532 (Südteil)–154 Südlicher Mittlerer Schwarzwald
      - (zu 1532) Nördlicher Hochschwarzwald (398 km²)[8]
      - 154 Südostabdachung des Mittleren Schwarzwaldes (Südöstlicher Schwarzwald, Mittlere Schwarzwald-Ostabdachung)[25]' (558 km²)[7]

  - 155 (nach Einzelblättern) Südschwarzwald im landläufigen Sinne (1592 km²)[8]
    - 1551 Südlicher Hochflächenschwarzwald
    - 1552 Südlicher Kammschwarzwald
    - 1553 Weitenauer Bergland

Die Einheit 155 Hochschwarzwald nach LUBW (1990 km²) verteilt sich dabei auf die Einheit 155 (Einzelblätter) und den Süden der Einheit 1532, also auf zwei der Grobgliederungsgebiete.

## Nordschwarzwald
Der Nordschwarzwald gliedert sich wie folgt:
- 150–152  Nordschwarzwald
  - 150 Schwarzwald-Randplatten (930 km²)[18]
    - 150.1 Östliche Schwarzwald-Randplatten
      - 150.10 Nagold-Waldach-Randplatten
      - 150.11 Nagold-Waldach-Missen[26]
      - 150.12 Bösinger Wellenkalkplatte
      - 150.13 Enz-Nagold-Platte
      - 150.14 Enz-Nagold-Missen
      - 150.15 Effringer Wellenkalkplatte

    - 150.2 Nördliche Schwarzwald-Randplatten
      - 150.20 Neuenbürger Hochfläche
      - 150.21 Albtalplatte
      - 150.22 Eichelberg

  - 151 Grindenschwarzwald und Enzhöhen (699 km²)[19]
    - 151.0 Grindenschwarzwald
      - 151.00 Kniebisstock[27]
      - 151.01 Grinden des oberen Murgtals[28]
      - 151.02 Grinden des mittleren Murgtals

    - 151.1 Enzhöhen
      - 151.10 Enzriedel
      - 151.11 Enzmissen
      - 151.12 Herrenalber Berge

    - (151.20 = 151.01)
    - (151.4 = 151.00)

  - 152 Nördlicher Talschwarzwald (562 km²)[20]
    - 152.0 Oos-Murg-Höhen
      - 152.00 Gaggenauer Murgtalweitung
      - 152.01 Ebersteiner Berge
      - 152.02 Baden-Badener Talweitung (Oosbecken)
      - 152.03 Baden-Badener Quarzporphyrmassiv

    - 152.1 Bühlertaler Wald
      - 152.10 Bühler Höhen
      - 152.11 Murgwald
      - 152.20 Rench- und Achertaler Schwarzwald[29]
      - 152.21 Ortenau-Schwarzwald (Offenburger „Gebirg“)

## Mittlerer Schwarzwald

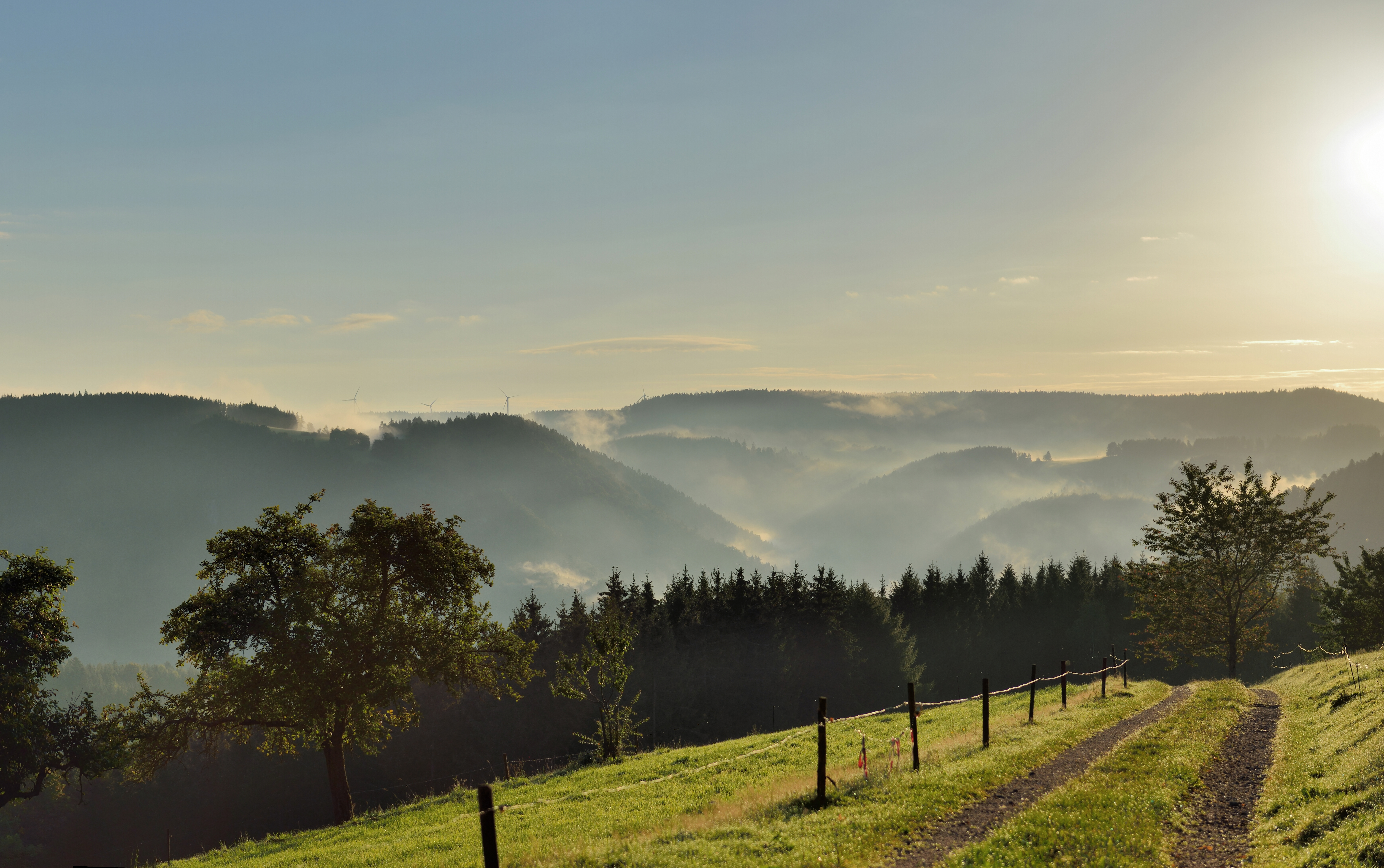
Morgendunst über Berggipfel des Mittelschwarzwaldes bei Schonach

Der Mittlere Schwarzwald ist nicht nur in West-Ost-Richtung, sondern zusätzlich auch je in Nord-Süd-Richtung zweigeteilt. Da im Westen in Form des Elztals eine relativ scharfe Landschaftsgrenze vorliegt, im Osten wiederum sich die Einzugsgebiete vom Nord- zum Südteil vom Neckar zur Donau verlagern, bietet es sich an, die Gliederungen von Nord- und Südteil getrennt zu behandeln.

### Nördlicher Mittlerer Schwarzwald
Der nördliche Mittlere Schwarzwald gliedert sich wie folgt:
- 153 Nördlicher Mittlerer Schwarzwald (1422 km²)[21]
  - 1531Ostrand des Mittleren Schwarzwaldes[30]
    - 1531.1 (ohne Namen)
      - 1531.10 Randplatten des Mittleren Schwarzwaldes
      - 1531.11 Königsfelder Randhöhen

    - 1531.2 Quelltäler der Kinzig im weiteren Sinne[31]
      - 1531.20 Quelltäler der Kinzig
      - 1531.21 Oberer Schiltach- und Lauterbachwald

  - 1532 Mittlerer Talschwarzwald[32] (Einheiten im Süden von 1532, die nach heutigem Stand (LUBW) dem Hochschwarzwald zugerechnet werden, siehe Abschnitt Südschwarzwald!)
    - 1532.50 Mittleres Elztal
    - 1532.6 Kinzigtaler Wälder
      - 1532.61 Bücherner Wald (höchste Höhen inmittelbar in Elztalnähe – an der Hirschlachschanze im äußersten Südosten, jenseits der L 107, Nahtstelle zu 1532.62: 836,1 m; sonst unter 700 m; Finsterkapf im äußersten Südwesten: 690,3 m)
      - 1532.62 Gutachwald; beiderseits der Gutach  (Schänzle im W, 5 km südwestlich Hornbergs: 994 m, Hauenstein 1,5 km nördlich davon: 968,9 m Kroneck im SW bei Triberg: 949,9 m; Kräherkapf im O, 3,5 km südöstlich Hornbergs: 896,8 m, Storeck unmittelbar rechts der Gutach zwischen Triberg und Hornberg: 897,8 m; Schondelhöhe im Nordosten, 3 km nordnordöstlich Hornbergs: 858,9 m; Farrenkopf im äußersten Nordwesten: 788,6 m)
      - (212.2, Südrand von 1532.63) Kinzigtal[33]
      - 1532.63 Kinzig-Wolfach-Wald
      - 1532.64 Oberwolfach-Grinden[34]
      - 1532.65 Nordrachwald

    - 1532.7 Rauhkasten und Hünersedel
      - 1532.70 Rauhkasten
      - 1532.71 Hünersedelplatte (Hünersedel: 744,3 m); gerahmt von Mühlbach (NW), Kinzig und B 294 (NO), Elz (SO) und Brettenbach (SW)

    - 1532.8 Ettenheimmünsterer Buntsandsteinberge
      - 1532.80  Lahrer Buntsandsteinberge
      - 1532.81 Ottoschwandener Buntsandsteingebiet

### Südlicher Mittlerer Schwarzwald
Die nach landläufiger Gliederung (B 31 als Grenze) noch dem mittleren Schwarzwald zugehörigen, laut LUBW jedoch den Einheiten 154 und 155 des Südschwarzwaldes zugeordneten Teile des Mittelgebirges wurden auf den Einzelblättern Offenburg, Sigmaringen, Freiburg und Konstanz wie folgt gegliedert:
- 1532 (Südteil)–154 Südlicher Mittlerer Schwarzwald
  - (zu 1532) Nördlicher Hochschwarzwald (ca. 320 km²)[8]
    - 1532.0 Zartener Becken
    - 1532.1 Zähringen-Wagensteiner Waldkämme
      - 1532.10 Roßkopf-Flaunser Kamm  (Flaunser: 865,7 m; Roßkopf: 736,9 m)
      - 1532.11 Eschbach-Ibentaler Kämme (Lindenberg unmittelbar südwestlich von St. Peter: 813,5 m)
      - 1532.12 Wagensteiger Tobel  (Hohwart  im äußersten Süden, nah der Nahtstelle im Südöstlichen Schwarzwald: 1113,6 m)
      - 1532.13 Glottertalweitung (Talweitung der Glotter bei Glottertal)

    - 1532.2 St. Märgener Hochfläche[35]  (850–900 m; am Nordrand bis um 1000 m)
    - 1532.3(0) Wildgutachgraben   (Oberes Wildgutachtal)[36]
    - 1532.4 Kandel- und Hochwald[37]
      - 1532.40 Kandelwald
      - 1532.41 Kandel und Hochwald
        - 1532.410 Kandel (1241,3 m)
        - 1532.411 Hochwald (am Hornkopf 1120,8 m)

    - 1532.51 Simonswälder Tal (Unteres Wildgutachtal)
    - 1532.60 Elz-Wildgutach-Winkel  (Obereck: 1178,2 m)

  - 154 Südostabdachung des Mittleren Schwarzwaldes (Südöstlicher Schwarzwald, Mittlere Schwarzwald-Ostabdachung)[25]' (558 km²)[7]
    - 154.0 Breitnau-Furtwanger Bergland
      - 154.00 Breitnauer Mulden
      - 154.01 Vierthäler Wannen
      - 154.02 Urach-Breg-Riedelkämme[38]

    - 154.1 Randplatten des Südöstlichen Schwarzwalds, de facto identisch mit der Untereinheit:
      - 154.10 Baar-Schwarzwaldabdachung[39]

    - 154.2 (ohne Namen)
      - 154.20 Brigach-Höhen[40]
      - 154.21 Schönwalder Hochfläche

## Südschwarzwald
Der durch die B 31 nach Norden abgegrenzte, landläufige Südschwarzwald wurde auf den Einzelblättern Freiburg und Konstanz wie folgt gegliedert:
- 155 (laut Einzelblättern) Hochschwarzwald (entspricht dem landläufigen Südschwarzwald)
  - 1551 Südlicher Hochflächenschwarzwald
    - 1551.0 Feldberg-Herzogenhorn-Gipfelregion (Feldberg im Nordwesten: 1493 m, Seebuck im Zentrum: 1449,3 m, Herzogenhorn im äußersten Süden: 1415,6 m)
    - 1551.1 Schauinsland-Feldberg-Sockel (Stübenwasen unmittelbar west(südwest)lich des Feldbergs: 1388,8 m; Trubelsmattkopf deutlich weiter westlich: 1281,8 m, Schauinsland nördlich davon: 1283,9 m; Toter Mann nordwestlich des Feldbergs: 1321,7 m, Hochfahrn nordwestlich anschließend 1263,3 m)
    - 1551.2 Hinterzarten-Bernauer Glazialbecken
      - 1551.20 Windeck-Hinterzartener Kuppen und Wannen  (im Schweizerwald im äußersten Westen, unmittelbar nordöstlich des Feldbergs: 1305,7 m; Hinterwaldkopf im äußersten Nordwesten: 1199,2 m Heizmannshöhe im Osten, unmittelbar nordwestlich des Titisees: bis 1026,5 m)
      - 1551.21 Bärental-Titisee-Becken
      - 1551.22 Altglashütten-Lenzkircher Wannen
      - 1551.23 Schluchsee-Blasiwalder Becken
      - 1551.24 Menzenschwand-Bernauer Hochtäler

    - 1551.3 Hochfirst
    - 1551.4 St. Blasien-Rothauser Kuppenland
      - 1551.40 Rothaus-Grafenhausener Waldkuppen
      - 1551.41 Waldkuppenland von St. Blasien

    - 1551.5 Südschwarzwald-Ostsaum
      - 1551.50 Wutach-Steina-Waldplatten
      - 1551.51 Schwarza-Schlucht-Riedelland
      - 1551.52 Brendener und Hürrlinger Berg

    - 1551.6 Hotzenwald
      - 1551.60 Ibach-Dachsberger Kuppen und Wannen
      - 1551.61 Höchenschwander Berg
      - 1551.62 Hoher Hotzenwald (Oberwald)
      - 1551.63 Vorwalddach
      - 1551.64 Vorwald-Terrassenhang

  - 1552 Südlicher Kammschwarzwald
    - 1552.0 Schauinsland-Freiburger Kämme
      - 1552.00 Kybfelsen-Rappenecker Kämme
      - 1552.01 Horbener Rücken
      - 1552.02 Sölden-Staufener Waldtobel
      - 1552.03 Neumagen-Glashofbach-Tobel

    - 1552.1 Oberrieder Täler
      - 1552.10 Brugga-St. Wilhelmer Täler
      - 1552.11 Zastler Tal

    - 1552.2 Höllental
    - 1552.3 Wiesetäler Schwarzwald
      - 1552.30 Hochwiesetäler Bergland
      - 1552.31 Mittleres Wiesebergland
      - 1552.32 Kleinwiesetäler Mulde
      - 1552.33 Köhlgartenmassiv-Hochblauenkamm

    - 1552.4 Blauen-Kanderner Bergland
      - 1552.40 Blauenmassiv-Hochwildsberger Kamm
      - 1552.41 Kandertal

    - 1552.5 Belchenmassiv
      - 1552.50 Belchengipfel
      - 1552.51 Belchensockel
      - 1552.52 Sulzburger Waldgründe
      - 1552.53 Untermünstertal

    - 1552.6 Wehratäler Schwarzwald
      - 1552.60 Todtmoos-Gersbacher Hochtäler und Rücken
      - 1552.61 Wehraschlucht
      - 1552.62 Raitach-Säckinger Randstufe

  - 1553 Weitenauer Bergland
    - 1553.0 Weitenauer Platten
      - 1553.00 Hägelberg-Raitbacher-Waldplatten (Munzenberg: 702,6 m)
      - 1553.01 Schlächtenhaus-Weitenauer Talung (Quertal um Weitenau zwischen Waldplatten und Südlichem Kammschwarzwald)

    - 1553.1(0) Unteres Wiesetal[41] (Talung der Wiese bei Schopfheim; unterhalb Hausens und oberhalb Lörrachs, zwischen Waldplatten und Dinkelberg)

### Feldberggebiet
Zieht man um den Feldberg eine Höhenlinie auf 1200 m ü. NHN, so umschließt diese immerhin ein Gebiet von etwa 33 km². Nach Westen umfasst sie den Stübenwasen (1388,8 m) und den Hirschkopf (1264,5 m), jedoch nicht mehr den Trubelsmattkopf (1281,8 m). Nach Nordwesten läge der Tote Mann (1321,7 m) noch drin, jedoch nicht mehr der Hochfahrn (1263,3 m); nach Nordosten umfasst sie über einen schmalen Korridor den Schweizerwald (1305,7 m) und den Wieswaldkopf (1277,8 m), von dem aus nach Nordwesten und außerhalb der Linie der Hinterwaldkopf (1199,2 m) abzweigt.
Eigentliche Basis des Höhenschwerpunktes wäre indes der Seebuck im Zentrum (1449,3 m). Von diesem aus zweigt innerhalb der Höhenlinie nach Südosten ein langer Rücken über Bärhalde (1318,7 m) bis zum Silberfelsen (1277 m), auf den sich südlich und außerhalb der Linie die Schnepfhalde (1299,7 m) in westlicher Nähe zum Schluchsee folgt. Südlich des Seebuck führt die Höhenlinie zum Herzogenhorn (1415,6 m), zum Silberberg (1358,9 m) westlich davon und das Spießhorn (Kleines Spießhorn: 1350,8 m) südöstlich, an das sich knapp außerhalb der Linie der Rabenstock (1225,1 m) anschließt.
Zieht man die Höhenlinie gar auf 1000 m und lässt sie im Westen an der Straße Muggenbrunn–Oberried enden und im Südosten. nördlich von Menzenschwand und östlich des Varitas-Hauses, an der Bundesstraße 317, so erhält man einen fast unbesiedelten, durch Talungen sternförmigen inneren Hochschwarzwald von fast 120 km² Fläche mit Hinterzarten im Nordosten, das Hauptsiedlungsgebiet der Gemeinde Feldberg (Schwarzwald) um Altglashütten im Osten, Bernau im Süden und Todtnau im Südwesten. Dieses Gebiet war in der Würm-Kaltzeit fast komplett vergletschert – lediglich Hochfahrn und Hinterwaldkopf im Norden waren Randberge.
Das Feldberggebiet ist Basis zweier verschiedenartiger Hauptkammgebiete. Der bis über 1400 m  hohe Hauptkamm des Südlichen Kammschwarzwaldes (1552) zieht sich von westlich des Feldberggebiets, beim Schauinsland (1283,9 m) nördlich des Trubelsmattkopfes, nach Süden und später Südwesten. Der bis über 1300 m hohe angedeutete Kammbereich des Südlichen Hochflächenschwarzwaldes (1551) zieht sich dem gegenüber vom Gebiet zwischen Seebuck und Herzogenhorn nach Südosten, wobei in ihn mittig der Schluchsee eingesenkt ist und er immer wieder durch diagonal verlaufende Täler unterbrochen wird. Zwischen beiden und südlich des Herzogenahorns schließt sich überdies ein weiteres, bis über 1300 m hohes, sternförmiges Kammsystem an.
Da sich viele der Naturraumnamen und -grenzen des Blattes Freiburg nicht durchgesetzt haben, werden in den folgenden Beschreibungen nur die etablierten oder signifikant abgegrenzten erwähnt.

### Südlicher Kammschwarzwald
Mit Südlicher Kammschwarzwald (1552) wird die westliche Hälfte des Südschwarzwaldes bezeichnet. Eine eindeutige Grenze der beiden Hauptlandschaften ist nicht festlegbar, jedoch werden das unmittelbare Gebiet um den Feldberg und der Hotzenwald bereits dem Hochflächenschwarzwald zugerechnet. Prinzipiell ähnelt der Kammschwarzwald den mit Talschwarzwald bezeichneten Landschaften an der nördlicheren Westseite. Wesentlicher Unterschied ist indes der, dass die Hauptkämme hochmontane Höhen von 1000 m ü. NHN erreichen; dadurch ist der Kontrast zwischen den Höhenlandschaften und den submontanen Talsystemen umso deutlicher und abrupter, was diese beiden Bereiche deutlich voneinander trennt.

#### Kammgebiete
Der Hauptkamm gliedert sich in der Hauptsache in 3 aufeinander folgende, jedoch zueinander versetzte, breite Hauptkämme, von denen einzelne, etwas schmalere Nebenkämme nach Süden abzweigen. Der nördlichste Hauptkammabschnitt zieht sich vom Schauinsland (1283,9 m) über den Trubelsmattkopf (1281,8 m) zum Hörnle (1188,9 m) . Ebenfalls nach Süden gerichtet, jedoch etwas nach Westen verschoben, folgt das Belchen-Massiv mit dem Breitenauer Kopf (1121,5 m) westlich des Hörnle, dem Heidstein (1275 m) und, südwestlich davon, dem Belchen (1414,2 m). Östlichster der Höheren Gipfel ist der Rollspitz (1239,6 m); dieser Kammteil entspricht auf Blatt Freiburg dem Belchen-Massiv im engeren Sinne  (1552.50/51). Ungefähr ab der Landesstraße 131, geomorphologisch aber wohl schon minimal nördlich davon (Weiherkopf: 1143,5 m), schließt sich der dritte Teil des Hauptkammes, der sich vom Köhlgarten (1224,2 m) nach Südwesten zum Blauen (1165,4 m) zieht, an.
Vom Hauptkamm gehen, getrennt durch die Tallinen der Hauptbäche des Systems der Wiese, nach Süden gerichtete Nebenkämme aus. Der östlichste davon zieht sich vom Trubelsmattkopf über das nahe Köpfle (1234,9 m) nach Südsüdosten bis zum Knöpflesbrunnen (1123,8 m, am Nordgipfel Hasbacher Höhe sogar 1149,3 m) westlich Todtnaus. Dieser Rücken trennt die Täler von Schönenbach im Osten und Wiedenbach im Westen. Südlich des Belchen setzt ein weiterer, nach Süden gerichteter Nebenkamm an, der südlich des Böllener Ecks bis 824,5 m abflacht (Sattel an der L 131), aber nach Süden immer wieder über 1000 m kommt, am Zeller Blauen schließlich auf 1077 m. Dieser Rücken trennt das Einzugs- und Flussgebiet der oberen Wiese von dem der Kleinen Wiese im Westen. Letzter nennenswerter Gipfel ist, südwestlich des Zeller Blauen, der 867,1 m hohe Stalden zwischen Gresgen und Tegernau. Deutlich weniger weit nach Süden reichen die hochmontanen Gebiete zwischen der Belchenwiese, dem Oberlauf der Kleinen Wiese, und dem zweiten, westlicheren Oberlauf Köhlgartenwiese südlich des Kohlgarten. Am Schattann werden noch 1066,9 m erreicht, aber nach Süden bleibt nur ein schmalerer Grat vom nördlicheren (961,3 m) über einen Sattel auf gut 870 m zum südlicheren (911,9 m) Hörnle unmittelbar westlich Raichs. Nordwestlich des Schattann erreicht, zwischen den beiden Quellbächen der Köhlgartenwiese, der Obere Buck 954 m.
Ein wieder längerer Nebenkamm setzt zwischen Köhlgarten und Blauen, am unauffälligen Stühle (1122,2 m) an und erreicht am Hohwildsberg südöstlich Kaltenbachs (Malsburg-Marzell) ein Zwischenhoch von 1084,2 m. Er bildet die Wasserscheide zwischen dem Flusssystem der Wiese und dem der Kander. Nach Süden verzweigt sich der Rücken leicht und endet im Hohe Stuckbäume (938,9 m) und, nordöstlich davon, im Hohfelsen (963,1 m). Keine eigenständigen weiteren Berge gibt es im Bereich des Blauen. Dessen Kammlinie liegt allgemein in Nordnordwest-Südsüdost-Richtung etwa senkrecht auf der eigentlichen Kammlinie.